# Höja, Ängelholms kommun
Höja är en ort i Ängelholms kommun och kyrkby i Höja socken i Skåne. 2015 förlorade Höja sin status som tätort på grund av folkmängden minskat till under 200 personer. Istället avgränsades en småort. Vid avgränsningen 2023 klassades Höja åter som en tätort.
Höja kyrka ligger här.

## Befolkningsutveckling
| Befolkningsutvecklingen i Höja 2005–2015            | Befolkningsutvecklingen i Höja 2005–2015 | Befolkningsutvecklingen i Höja 2005–2015 | Befolkningsutvecklingen i Höja 2005–2015 | Befolkningsutvecklingen i Höja 2005–2015 |
| --------------------------------------------------- | ---------------------------------------- | ---------------------------------------- | ---------------------------------------- | ---------------------------------------- |
|                                                     |                                          |                                          |                                          |                                          |
| År                                                  |                                          |                                          | Folkmängd                                | Areal (ha)                               |
| 2005                                                | 2005                                     |                                          | 200                                      | 23                                       |
| 2010                                                | 2010                                     |                                          | 202                                      | 23                                       |
| 2015                                                | 2015                                     |                                          | 198                                      | 33#                                      |
| Anm.: Ny tätort 2005. Ej tätort 2015. # Som småort. |                                          |                                          |                                          |                                          |